# Francesc Cruanyes Zafra
Francesc Cruanyes Zafra (Figueres, 30 de juliol de 1961) és un periodista, historiador i polític català.
Fill de Francisco Cruanyes Portas, petit empresari de Segueró (La Garrotxa), i de Roser Zafra Puig, mestra, de Pujals dels Pagesos (Pla de l'Estany) començà formant-se amb estudis de Dret a la Universitat Central de Barcelona, encara que, finalment, es decantà per Història, especialitzant-se en Història de l'art per la Universitat de Barcelona (UB). Cruanyes ha viscut a Figueres, Barcelona, Sant Cugat, Vilafant, Llers i, des de l'any 2019, resideix a Pont de Molins (Alt Empordà). Del matrimoni amb Eva Ungé Fortiana (2001/2015) té un fill.

## Activitat periodística
Cruanyes ha treballat en premsa, ràdio i televisió, on ha dirigit i presentat diferents programes i informatius. De ben jove, als 14 anys, va començar a treballar en els mitjans de comunicació locals, primer a Ràdio Popular de Figueres, després a Ràdio Ser Empordà i, en la premsa escrita, al Setmanari de l'Alt l’Empordà, al periòdic Hora Nova (1982-1984), amb la secció “Hora d’Art”, dedicada a la crítica d’exposicions, i a El Punt. Professionalment va treballar als serveis informatius de Ràdio Barcelona, de la Cadena Ser, on fou Cap de Cultura entre els anys 1987 i 1990, i més endavant Albert Viladot el fitxa com a Cap de Secció de Societat del diari Avui, el 1990. Aquest mateix any s'incorporà a TVE Catalunya, lloc on ha desenvolupat diferents tasques, des de redactor dels Serveis Informatius, cap de Redacció, editor i presentador de l’Informatiu i de diferents programes especials. En el mateix centre ha estat presentador i coeditor del programa Impactes, director adjunt de La Barberia, sotsdirector de La Porteria, sotsdirector i presentador d'Impactos (Canal Arte) i director i presentador de Capital Humà, entre d'altres. El 2007 va implantar a Catalunya el debat sociopolític 59 Segons, que va dirigir tot primer amb María Casado de presentadora i posteriorment amb Cristina Puig fins a la conversió de l'espai en El Debat de La1. Paral·lelament, ha dirigit i presentat diferents programes a la Cadena COPE, a RNE-Ràdio 4, COM Ràdio, i emissores locals com Ràdio Vilafant (2000-2001). Durant el Fòrum Universal de les Cultures del 2004 va conduir l'espai “141 preguntes per a 141 nits”, on té l’ocasió d’entrevistar de cara al públic diferents personalitats internacionals de primera línia, com Adolfo Pérez Esquivel o Isabel Allende. És col·laborador habitual del Diari de Girona des de 1998, i del setmanari Empordà (des de 2004), i també El Periódico de Catalunya (des de 2008). Els seus articles normalment versen sobre temes empordanesos en els quals hi sovintegen falques independentistes. La seva afició per l'escriptura l’impulsà a crear l'empresa Lletranet (2004), especialitzada en serveis de redacció i escriptura. Ha estat comissari d’exposicions, i ha exercit la docència i la crítica d'art. Ha col·laborat a la monografia Suite Figarias (Figueres, 1984), junt amb Josep Ministral Agustí, Ramon Pujolboira i Jordi Jordà; Entreacte. Assaig fotogràfic en blanc i negre (Figueres: 1989), en col·laboració amb Pau Herrero, encarregat de la fotografia. Les 141 preguntes, volum inèdit amb el resum personalitzat de les 141 nits a la Haima del Fòrum al costat de 141 personalitats.

## Activitat política
A les Eleccions municipals espanyoles de 2015 es presentà com a independent en el número 2 per la llista de CiU a Figueres, i després de sortir escollit acabà exercint de primer tinent d'alcalde a l'Ajuntament d'aquesta ciutat gironina. Coincidint temporalment amb la presentació a les llistes electorals, TVE l'expedientà per escriure en altres mitjans. La cadena ho justificà pel fet que el periodista col·laborava sense permís amb el Diari de Girona, un rotatiu en el qual Cruanyes escrivia des de l'any 1998. La notícia de l'expedient de Cruanyes, que en aquell moment treballava com a redactor en un programa de ciència del Canal 24 horas, coincidí amb la seva hospitalització a causa d'un infart cerebral del qual afortunadament es recuperà favorablement. El juny del 2018 Cruanyes, es va oferir públicament com a substitut de l'alcaldessa, Marta Felip. L'anunci el va fer a través de les xarxes socials després de saber-se la notícia que Felip abandonarà el càrrec per ser la nova secretària general d'Empresa i Coneixement. La renúncia va obrir un debat dins del Partit Demòcrata de Figueres. Finalment, Cruanyes va anunciar la seva renúncia a ser alcalde de la ciutat, sense marxar de l'equip de govern del Partit Demòcrata, una decisió que aplanà el terreny perquè Jordi Masquef fos investit alcalde, després que Marta Felip formalitzés la dimissió, tal com ho volia el partit.

## Reconeixements[1]
- Premi Òmnium Cultural de Poesia Jove (Figueres, 1979)
- Premi d’Articles Periodístics Carles Rahola (Cadaqués, 1984)
- Premi Micròfonde Plata atorgat per l’Asociación Profesional Española de Informadores de Prensa, Radio y Televisión, (2006)